# Metapulvinaria lycii
Metapulvinaria lycii är en insektsart som först beskrevs av Cockerell 1895.  Metapulvinaria lycii ingår i släktet Metapulvinaria och familjen skålsköldlöss. Inga underarter finns listade i Catalogue of Life.